# Kraków Tigers 2019
Questa voce raccoglie le informazioni riguardanti i Kraków Tigers nelle competizioni ufficiali della stagione 2019.

## Roster
| Roster dei Kraków Tigers (2019) |
| --- |
| Quarterback - 1 Matthew Meyer Running Back - 14 Jarosław Barnaś RB/WR - 21 Maciej Ginalski RB/LB - 22 Viktor Salamonowicz RB/KR - 31 Mieszko Łabuz RB/KR - 65 Edward Gianno Belefanti Wide Receiver - 6 Dawid Kowalczyk-Kucab - 6 Piotr Bandura - 7 Mateusz Gofroń - 11 Teemu Rantanen WR/PR - 15 Tomasz Partyka WR/KR/PR - 19 Mateusz Suchan - 24 Piotr Dendys WR/PR - 25 Patryk Żak WR/KR - 28 Zbigniew Przetacznik WR/DB - 43 Daniel Wieczerzak WR/DB - 52 Chrispen Chiwenga WR/DB - 85 Bartłomiej Główniak WR/DB - 88 Ricardo Emilio Fajin Santos WR/OL - 99 Daniel Bronowicki Offensive Linemen - 55 Kamil Plewa OL/DL - 66 Sebastian Sierżęga - 67 Kamil Gardiasz - 69 Tadeusz Duda OL/DL - 71 Daniel Pilch OL/DL - 73 Marcelin Galeone OL/DL - 75 Błażej Głąb OL/LS/DL - 79 Paweł Madeja - 90 Adrian Bartosz OL/K Defensive Linemen - 58 Jakub Biskup - 94 Dawid Saj DL/OL - 99 Dawid Sala DL/OL - 99 Łukasz Chmielewski DL/LB Linebacker - 14 Bogdan Langner - 44 Jędrzej Jędrzejewski - 50 Haytam Fadel LB/DL/RB - 76 Michal Peć - 81 Jakub Bolanowski - 93 Patryk Kołodziej Defensive Back - 3 Maksym Kravchenko - 5 Bartosz Brzózka - 8 Łukasz Kuroś DB/WR - 16 Michał Kasiński DB/WR - 23 Bartosz Mąkosa - 24 Marius Rongve - 25 Lucian Carvalho da Silva - 83 Grzegorz Maksymowski DB/WR Special Team Coaching staff Rafał Kozieł (HC) |

## Amichevoli
| Cracovia 16 marzo 2019, ore 13:00 | Kraków Tigers | ? – ? | Køge Marines | MOS Wschód |

## Topliga 2019

### Stagione regolare
| Cracovia 6 aprile 2019, ore 14:00 | Kraków Tigers | 0 – 49 (0-14 0-22 0-6 0-7) referto | Warsaw Eagles | MOS Wschód |

| Cracovia 14 aprile 2019, ore 14:00 | Kraków Tigers | 0 – 51 (0-22 0-15 0-8 0-6) referto | Bydgoszcz Archers | MOS Wschód\| Arbitro: \| Walentynowicz \| |
| Arbitro:                           | Walentynowicz |                                    |                   |                                           |

| Cracovia 4 maggio 2019, ore 14:00 | Kraków Tigers | 6 – 42 (0-14 0-7 6-7 0-14) referto | Vilnius Iron Wolves | MOS Wschód |

| Bydgoszcz 1º giugno 2019, ore 16:00 | Bydgoszcz Archers | 20 – 0 referto | Kraków Tigers |  |

| Cracovia 9 giugno 2019, ore 14:00 | Kraków Tigers | 32 – 6 (16-0 0-0 0-6 16-0) referto | Warsaw Dukes | MOS Wschód |

| Ząbki 22 giugno 2019, ore 19:30 | Warsaw Dukes | 32 – 34 referto | Kraków Tigers | MOSIR |

## Statistiche di squadra
| Competizione      | %Vittorie | In casa | In casa | In casa | In casa | In casa | In casa | In trasferta | In trasferta | In trasferta | In trasferta | In trasferta | In trasferta | Totale | Totale | Totale | Totale | Totale | Totale |
| Competizione      | %Vittorie | G       | V       | N       | P       | Pf      | Ps      | G            | V            | N            | P            | Pf           | Ps           | G      | V      | N      | P      | Pf     | Ps     |
| ----------------- | --------- | ------- | ------- | ------- | ------- | ------- | ------- | ------------ | ------------ | ------------ | ------------ | ------------ | ------------ | ------ | ------ | ------ | ------ | ------ | ------ |
| Stagione regolare | .333      | 4       | 1       | 0       | 3       | 38      | 148     | 2            | 1            | 0            | 1            | 34           | 52           | 6      | 2      | 0      | 4      | 72     | 200    |
| Totale            | .333      | 4       | 1       | 0       | 3       | 38      | 148     | 2            | 1            | 0            | 1            | 34           | 52           | 6      | 2      | 0      | 4      | 72     | 200    |